# Giro del Lussemburgo 2021
Il Giro del Lussemburgo 2021, ottantacinquesima edizione della corsa e valevole come trentaduesima prova dell'UCI ProSeries 2021 categoria 2.Pro, si è svolto in 5 tappe dal 14 al 18 settembre 2021 su un percorso di 724 km, con partenza e arrivo a Lussemburgo, nell'omonimo Paese. La vittoria è stata appannaggio del portoghese João Almeida, il quale ha completato il percorso in 17h20'44" precedendo lo svizzero Marc Hirschi e l'italiano Mattia Cattaneo.
Al traguardo di Lussemburgo 103 ciclisti, dei 125 alla partenza, hanno portato a termine la competizione.

## Tappe
| Tappa  | Data         | Percorso                  | km    | Vincitore di tappa | Leader cl. generale |
| ------ | ------------ | ------------------------- | ----- | ------------------ | ------------------- |
| 1ª     | 14 settembre | Lussemburgo > Lussemburgo | 140   | João Almeida       | João Almeida        |
| 2ª     | 15 settembre | Steinfort > Esch-sur-Sûre | 186,1 | Marc Hirschi       | Marc Hirschi        |
| 3ª     | 16 settembre | Mondorf-les-Bains > Mamer | 189,3 | Sacha Modolo       | Marc Hirschi        |
| 4ª     | 17 settembre | Dudelange > Dudelange     | 25,4  | Mattia Cattaneo    | João Almeida        |
| 5ª     | 18 settembre | Mersch > Lussemburgo      | 183,7 | David Gaudu        | João Almeida        |
| Totale | Totale       | Totale                    | 712   |                    |                     |

## Squadre e corridori partecipanti
| N.      | Cod. | Squadra                   |
| ------- | ---- | ------------------------- |
| 1-6     | UAD  | UAE Team Emirates         |
| 11-16   | ACT  | AG2R Citroën Team         |
| 21-26   | COF  | Cofidis                   |
| 31-36   | DQT  | Deceuninck-Quick Step     |
| 41-46   | GFC  | Groupama-FDJ              |
| 51-56   | LTS  | Lotto Soudal              |
| 61-66   | BEX  | Team BikeExchange         |
| 71-76   | TFS  | Trek-Segafredo            |
| 81-86   | AFC  | Alpecin-Fenix             |
| 91-96   | BBK  | B&B Hotels                |
| 101-106 | BWB  | Bingoal Pauwels Sauces WB |

| N.      | Cod. | Squadra                  |
| ------- | ---- | ------------------------ |
| 111-116 | BBH  | Burgos-BH                |
| 121-126 | CJR  | Caja Rural-Seguros RGA   |
| 131-136 | DEL  | Delko                    |
| 141-146 | SVB  | Sport Vlaanderen-Baloise |
| 151-156 | RLY  | Rally Cycling            |
| 161-166 | ARK  | Team Arkéa-Samsic        |
| 171-176 | TEN  | TotalEnergies            |
| 181-186 | UXT  | Uno-X Pro Cycling Team   |
| 191-196 | THR  | Vini Zabù                |
| 201-206 | LPC  | Leopard Pro Cycling      |

## Dettaglio delle tappe

### 1ª tappa
- 14 settembre: Lussemburgo > Lussemburgo – 140 km

Risultati
| Pos. | Corridore     | Squadra    | Tempo    |
| ---- | ------------- | ---------- | -------- |
| 1    | João Almeida  | Deceuninck | 4h33'36" |
| 2    | Bauke Mollema | Trek       | s.t.     |
| 3    | Marc Hirschi  | UAE        | s.t.     |

| Pos. | Corridore     | Squadra    | Tempo    |
| ---- | ------------- | ---------- | -------- |
| 1    | João Almeida  | Deuceninck | 4h33'36" |
| 2    | Bauke Mollema | Trek       | a 4"     |
| 3    | Marc Hirschi  | UAE        | a 6"     |

### 2ª tappa
- 15 settembre: Steinfort > Esch-sur-Sûre – 186,1 km

Risultati
| Pos. | Corridore    | Squadra    | Tempo    |
| ---- | ------------ | ---------- | -------- |
| 1    | Marc Hirschi | UAE        | 4h45'12" |
| 2    | João Almeida | Deuceunink | a 8"     |
| 3    | David Gaudu  | Groupama   | s.t.     |

| Pos. | Corridore    | Squadra    | Tempo    |
| ---- | ------------ | ---------- | -------- |
| 1    | Marc Hirschi | UAE        | 8h01'06" |
| 2    | João Almeida | Deceuninck | a 4"     |
| 3    | David Gaudu  | Groupama   | a 19"    |

### 3ª tappa
- 16 settembre: Mondorf-les-Bains > Mamer – 189,3 km

Risultati
| Pos. | Corridore            | Squadra | Tempo    |
| ---- | -------------------- | ------- | -------- |
| 1    | Sacha Modolo         | Alpecin | 4h17'47" |
| 2    | Benoît Cosnefroy     | AG2R    | s.t.     |
| 3    | Eduard Michael Grosu | Delko   | s.t.     |

| Pos. | Corridore    | Squadra    | Tempo     |
| ---- | ------------ | ---------- | --------- |
| 1    | Marc Hirschi | UAE        | 12h18'53" |
| 2    | João Almeida | Deceuninck | a 4"      |
| 3    | David Gaudu  | Groupama   | a 19"     |

### 4ª tappa
- 17 settembre: Dudelange > Dudelange – 25,4 km

Risultati
| Pos. | Corridore                | Squadra    | Tempo  |
| ---- | ------------------------ | ---------- | ------ |
| 1    | Mattia Cattaneo          | Deceuninck | 30'52" |
| 2    | João Almeida             | Deceuninck | a 2"   |
| 3    | Mattias Skjelmose Jensen | Trek       | a 26"  |

| Pos. | Corridore       | Squadra    | Tempo     |
| ---- | --------------- | ---------- | --------- |
| 1    | João Almeida    | Deceuninck | 12h49'51" |
| 2    | Marc Hirschi    | UAE        | a 43"     |
| 3    | Mattia Cattaneo | Deceuninck | a 50"     |

### 5ª tappa
- 18 settembre: Mersch > Lussemburgo – 183,7 km

Risultati
| Pos. | Corridore     | Squadra    | Tempo    |
| ---- | ------------- | ---------- | -------- |
| 1    | David Gaudu   | Groupama   | 4h30'59" |
| 2    | João Almeida  | Deceuninck | s.t.     |
| 3    | Pierre Latour | Total      | s.t.     |

| Pos. | Corridore       | Squadra    | Tempo     |
| ---- | --------------- | ---------- | --------- |
| 1    | João Almeida    | Deceuninck | 17h20'44" |
| 2    | Marc Hirschi    | UAE        | a 46"     |
| 3    | Mattia Cattaneo | Deceuninck | a 1'05"   |

## Evoluzione delle classifiche
| Tappa              | Vincitore          | Classifica generale Maglia gialla | Classifica a punti Maglia blu | Classifica scalatori Maglia viola | Classifica giovani Maglia bianca | Classifica a squadre  |
| ------------------ | ------------------ | --------------------------------- | ----------------------------- | --------------------------------- | -------------------------------- | --------------------- |
| 1ª                 | João Almeida       | João Almeida                      | João Almeida                  | Kenny Molly                       | João Almeida                     | Groupama-FDJ          |
| 2ª                 | Marc Hirschi       | Marc Hirschi                      | João Almeida                  | Kenny Molly                       | Marc Hirschi                     | UAE Team Emirates     |
| 3ª                 | Sacha Modolo       | Marc Hirschi                      | João Almeida                  | Kenny Molly                       | Marc Hirschi                     | UAE Team Emirates     |
| 4ª                 | Mattia Cattaneo    | João Almeida                      | João Almeida                  | Kenny Molly                       | João Almeida                     | Deceuninck-Quick Step |
| 5ª                 | David Gaudu        | João Almeida                      | João Almeida                  | Kenny Molly                       | João Almeida                     | Deceuninck-Quick Step |
| Classifiche finali | Classifiche finali | João Almeida                      | João Almeida                  | Kenny Molly                       | João Almeida                     | Deceuninck-Quick Step |